# Ion Draica
Ion Draica (n. 5 ianuarie 1958, Constanța, România) este un fost luptător român, laureat cu aur la Jocurile Olimpice de vară din 1984 de la Los Angeles, după ce a participat la Moscova 1980. A fost campion mondial în 1978, vicecampion mondial în 1982, medaliat cu bronz la Campionatul Mondial în 1981, campion european în 1977, 1978, 1979, și vicecampion european în 1983.
A crescut în Constanța aproape de complexul sportiv „Tomis”. La vârsta de șapte ani s-a apucat de lupte greco-romane sub îndrumarea lui Constantin Ofițerescu, cu care s-a pregătit toată carieră.
După ce s-a retras a devenit conducător sportiv la Farul Constanța, apoi a fost ales președintele al Federației Române de Lupte. A intrat în afaceri după Revoluția din 1989. A înființat 27 de firme în numeroase sectoare de activitate, de la electronice la alimentație. S-a angajat în politică cu Partidul Noua Românie. În anul 2005 a fost condamnat la trei ani de închisoare pentru înșelăciune. A fost grațiat în 2007 din motive medicale de președintele Traian Băsescu.

## Legături externe
Materiale media legate de Ion Draica la Wikimedia Commons
- Ion Draica la Comitetul Olimpic și Sportiv Român (arhivat)
- en Ion Draica la Olympedia.org